# Sumbersecang
Sumbersecang is een bestuurslaag in het regentschap Probolinggo van de provincie Oost-Java, Indonesië. Sumbersecang telt 1431 inwoners (volkstelling 2010).